# Carine Mékam
Carine Bacchetta Mékam Ndong, née le 17 juin 1985, est une athlète gabonaise spécialiste du lancer du poids.

## Biographie
Elle remporte la médaille d'argent au lancer du poids des championnats d'Afrique d'athlétisme 2022, obtenant ainsi le premier podium de son pays à des championnats d'Afrique depuis 2012 et le titre sur 100 mètres de Ruddy Zang-Milama.

## Palmarès
| Date | Compétition                    | Lieu         | Résultat | Épreuve | Marque  |
| ---- | ------------------------------ | ------------ | -------- | ------- | ------- |
| 2003 | Championnats d'Afrique juniors | Garoua       | 1re      | Poids   | 14,25 m |
| 2017 | Jeux de la Francophonie        | Abidjan      | 2e       | Poids   | 15,34 m |
| 2022 | Championnats d'Afrique         | Saint-Pierre | 2e       | Poids   | 15,87 m |

## Records
| Épreuve         | Marque  | Lieu         | Date        |
| --------------- | ------- | ------------ | ----------- |
| Lancer du poids | 15,87 m | Saint-Pierre | 8 juin 2022 |